# Cecidomyiinae
The Cecidomyiinae are a subfamily of flies often called gall midges hoặc gall gnats.

## Systematics
Cecidomyiinae - supertribes, tribes, và genera:
- SupertribeAsphondyliidi

- Tông Asphondyliini

- Asphondylia Loew, 1850

- Tông Kiefferiini

- Kiefferia Mik, 1895

- Tông Polystephini

- Polystepha Kieffer, 1897

- Tông Schizomyiini

- Placochela Rübsaamen, 1916
- Schizomyia Kieffer, 1889

- Supertribe Cecidomyiidi

- Tông Cecidomyiini

- Acodiplosis Kieffer, 1895
- Ametrodiplosis Rübsaamen, 1910
- Anabremia Kieffer, 1912
- Anisostephus Rübsaamen, 1917
- Antichiridium Rübsaamen, 1911
- Aphidoletes Kieffer, 1904
- Arthrocnodax Rübsaamen, 1895
- Atrichosema Kieffer, 1904
- Blastodiplosis Kieffer, 1912
- Camptodiplosis Kieffer, 1912
- Cecidomyia Fischer von Waldheim\nMeigen, 1803
- Clinodiplosis Kieffer, 1894
- Contarinia Róndani, 1860
- Coquillettomyia Felt, 1908
- Dichodiplosis Rübsaamen, 1910
- Diodaulus Rübsaamen, 1917
- Drisina Giard, 1893
- Endaphis Kieffer, 1896
- Endopsylla de Meijere, 1907
- Feltiella Rübsaamen, 1910
- Geodiplosis Kieffer, 1909
- Giardomyia Felt, 1908
- Hadrobremia Kieffer, 1912
- Haplodiplosis Rübsaamen, 1910
- Harmandiola Skuhravá, 1997
- Hygrodiplosis Kieffer, 1912
- Lestodiplosis Kieffer, 1894
- Loewiola Kieffer, 1896
- Macrodiplosis Kieffer, 1895
- Mamaevia Skuhravá, 1967
- Massalongia Kieffer, 1897
- Monarthropalpus Rübsaamen, 1892
- Monobremia Kieffer, 1912
- Monodiplosis Rübsaamen, 1910
- Mycocecis Edwards, 1922
- Mycodiplosis Rübsaamen, 1895
- Myricomyia Kieffer, 1900
- Octodiplosis Giard, 1894
- Parallelodiplosis Rübsaamen, 1910
- Planetella Westwood, 1840
- Plemeliella Seitner, 1908
- Putoniella Kieffer, 1896
- Resseliella Seitner, 1906
- Silvestriola Skuhravá, 1997
- Sitodiplosis Kieffer, 1913
- Stenodiplosis Reuter, 1895
- Thecodiplosis Kieffer, 1895
- Tricholaba Rübsaamen, 1917
- Xenodiplosis Felt, 1911
- Xylodiplosis Kieffer, 1894
- Zeuxidiplosis Kieffer, 1904

- Supertribe Lasiopteridi

- Tông Brachineurini

- Brachineura Róndani, 1840
- Brachyneurina Mamaev, 1967
- Mikiola Kieffer, 1912
- Prolauthia Rübsaamen, 1915

- Tông Lasiopterini

- Baldratia Kieffer, 1897
- Hybolasioptera Rübsaamen, 1915
- Lasioptera Fischer von Waldheim\nMeigen, 1818
- Ozirhincus Róndani, 1840
- Stefaniella Kieffer, 1898

- Tông Ledomyiini

- Ledomyia Kieffer, 1895

- Tông Oligotrophini

- Amerhapha Rübsaamen, 1914
- Arceuthomyia Kieffer, 1913
- Arnoldiola Strand, 1926
- Bayeriola Gagné, 1991
- Blastomyia Kieffer, 1913
- Bremiola Rübsaamen, 1915
- Craneiobia Kieffer, 1913
- Cystiphora Kieffer, 1892
- Dasineura Róndani, 1840
- Didymomyia Rübsaamen, 1912
- Fabomyia Fedotova, 1991
- Geocrypta Kieffer, 1913
- Gephyraulus Rübsaamen, 1915
- Giraudiella Rübsaamen, 1915
- Hartigiola Rübsaamen, 1912
- Iteomyia Kieffer, 1913
- Jaapiella Rübsaamen, 1915
- Janetiella Kieffer, 1898
- Kaltenbachiola Hedicke, 1938
- Lathyromyza Rübsaamen, 1915
- Macrolabis Kieffer, 1892
- Mayetiola Kieffer, 1896
- Mikomya Kieffer, 1912
- Misospatha Kieffer, 1913
- Neomikiella Hedicke, 1938
- Oligotrophus Latreille, 1805
- Pemphigocecis Rübsaamen, 1915
- Phegomyia Kieffer, 1913
- Physemocecis Rübsaamen, 1914
- Psectrosema Kieffer, 1904
- Rabdophaga Westwood, 1847
- Rhopalomyia Rübsaamen, 1892
- Rondaniola Rübsaamen & Hedicke, 1938
- Sackenomyia Felt, 1908
- Schmidtiella Rübsaamen, 1914
- Semudobia Kieffer, 1913
- Spurgia Gagné, 1990
- Taxomyia Rübsaamen, 1912
- Trotteria Kieffer, 1901
- Wachtliella Rübsaamen, 1915
- Zygiobia Kieffer, 1913

Danh sách này không đầy đủ, bạn cũng có thể giúp mở rộng danh sách.

## Hình ảnh

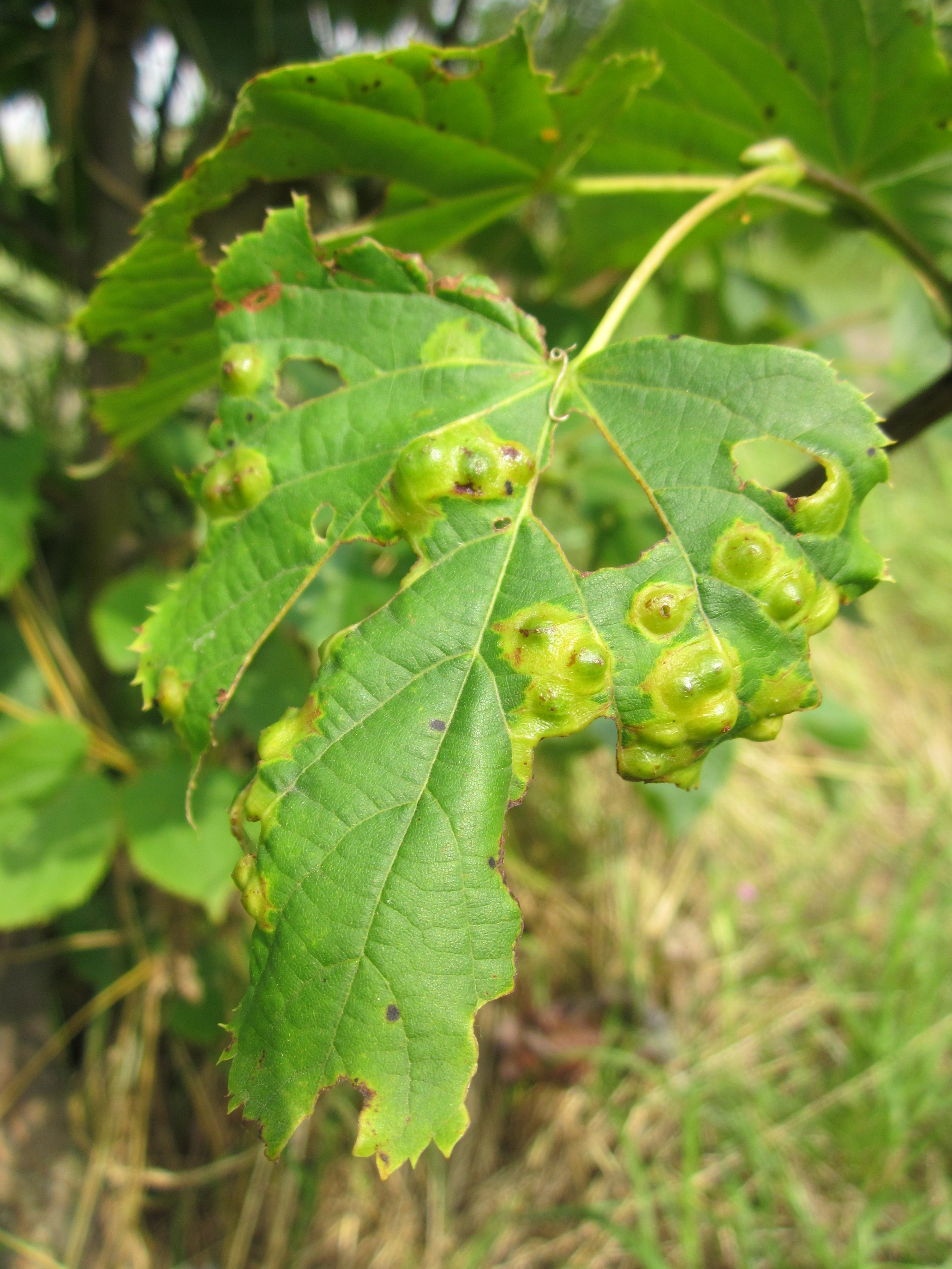
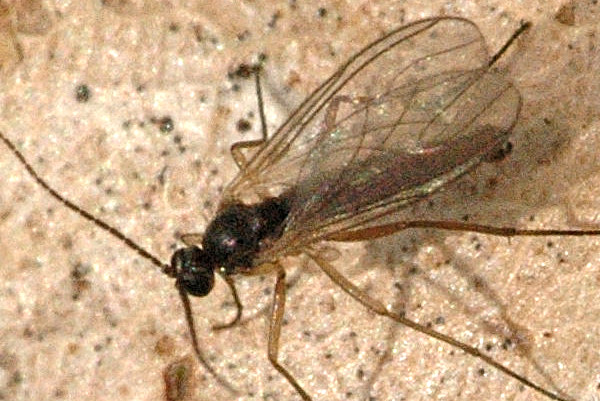
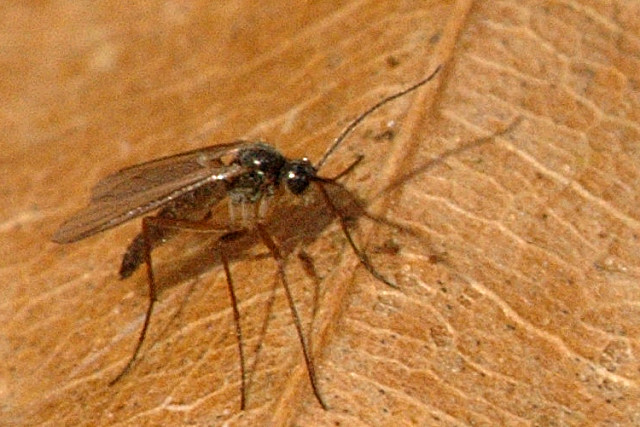
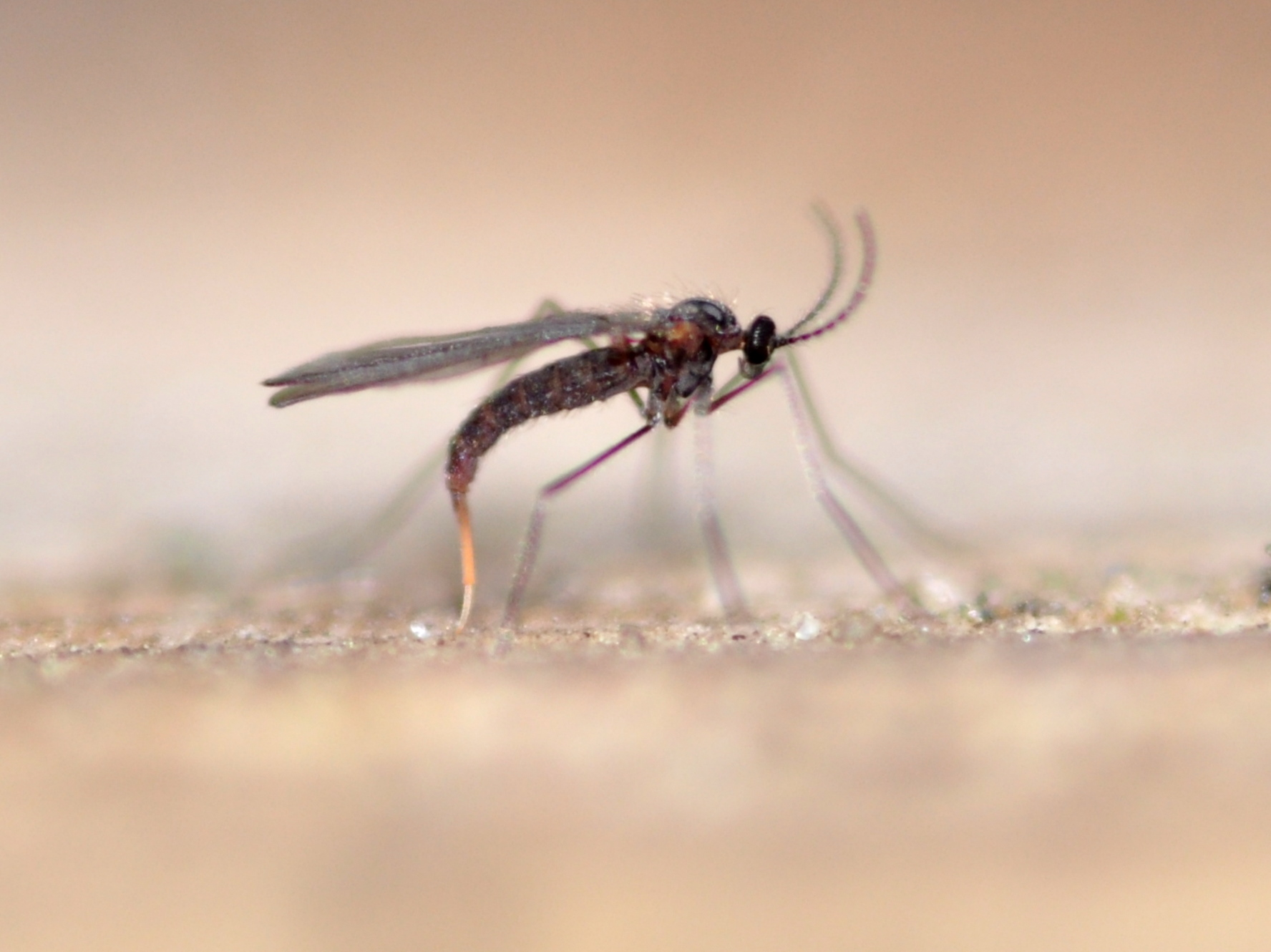